# Toyota Gazoo Racing Europe

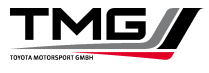
Logo Toyota Motorsport GmbH

Toyota Gazoo Racing Europe GmbH (TGR-E) – przedsiębiorstwo inżynieryjne należące do Toyoty, znane wcześniej jako Toyota Motorsport GmbH. Ma siedzibę w Kolonii, w Niemczech, od 1979 roku. Zatrudnia około 350 osób. Zajmuje się sportami motorowymi oraz usługami inżynieryjnymi oferowanymi Grupie Toyota oraz zewnętrznym klientom. Obecnie TGR-E jest zapleczem dla zespołu Toyota Gazoo Racing startującego w FIA World Endurance Championship, dostarcza silniki do pojazdów rywalizujących w Rajdowych Mistrzostwach Świata (FIA WRC) oraz rozwija Toyotę GR Supra GT4, czyli samochodu wyścigowego dla zespołów prywatnych. Poza techniką wyczynową wspiera prace nad samochodami do powszechnego użytku.

## Sport motorowy
Toyota Gazoo Racing GmbH, jeszcze pod firmą Toyota Motorsport GmbH (TMG), odpowiadało za udział Toyoty w WRC od 1993 roku do 1999 roku. W 1999 roku spółka zrezygnowała z rajdów, aby w sezonie 2002 wystartować w Formule 1. Zespół Toyoty o nazwie Panasonic Toyota Racing wziął udział w 139 Grand Prix Formuły 1. W tym czasie 13 razy stanął na podium, 3 razy startował z pole position i uzyskał 278,5 pkt. 4 listopada 2009 r. Toyota ogłosiła wycofanie z Formuły 1.
W 1998 roku zespół Toyoty umiejscowiony w TMG wystartował po raz pierwszy w 24-godzinnym wyścigu Le Mans Toyotą GT-One. W 1999 roku zajął 2. miejsce. W 2011 roku Toyota Motorsport GmbH dostarczyła silnik zespołowi Rebellion Racing startującemu w Le Mans. Od 2012 roku TMG brało udział w serii wyścigów długodystansowych FIA World Endurance Championship z zespołem Toyota Racing. Od 2015 roku zespół wyścigowy tego przedsiębiorstwa nosi nazwę Toyota Gazoo Racing. W latach 2012–2013 wyczynowa część koncernu wystawiła dwa hybrydowe modele Toyota TS030 Hybrid, w latach 2014-2015 dwa hybrydowe pojazdy z napędem na 4 koła Toyota TS040 Hybrid, a od 2016 roku rywalizuje samochodem Toyota TS050 Hybrid. Zaangażowanie Toyota Gazoo Racing Europe GmbH umożliwiło Toyocie zdobycie dwóch zwycięstw w słynnym wyścigu 24h Le Mans.
Na przestrzeni lat Toyota Gazoo Racing Europe GmbH kilka razy zmieniała firmę. Początkowo jako Andersson Motorsport GmbH, w 1993 roku zmiana na Toyota Motorsport GmbH, a od 2020 roku działa jako Toyota Gazoo Racing Europe GmbH. 

## Tuning i oferta biznesowa
W 1994 roku TGR-E uruchomiło dział rasujący samochody powszechnego użytku, oferujący gotowe samochody, usługę tuningu i testowania oraz części samochodowe i sportowe akcesoria. W ofercie gotowych samochodów jest m.in. Toyota GT86 w wariantach wyścigowym CS-Cup i rajdowym CS-R3 oraz wyścigowa Toyota GR Supra GT4. W 1997 roku TGR-E (wtedy TMG) otrzymało certyfikat ISO 9001 jako pierwsze z branży motorsport.